# كالدويل (أيداهو)
كالدويل، أيداهو
هي مدينة في ولاية أيداهو الأمريكية. لقد قدر مكتب الإحصاء الأمريكي عدد سكان كالدويل بـ39,889 نسمة في 1 تموز 2007.

## التركيبة السكانية
حدّد مكتب تعداد الولايات المتحدة بيانات التركيبة السكانية لكالدويل في تعداد الولايات المتحدة. في ما يلي، التركيبة السكانية حسب تعدادي 2000 و2010.

### تعداد عام 2000
بلغ عدد سكان كالدويل 25,967 نسمة بحسب تعداد عام 2000، وبلغ عدد الأسر 8,963 أسرة وعدد العائلات 6,355 عائلة مقيمة في المدينة. في حين سجلت الكثافة السكانية 442.3 نسمة لكل كيلومتر مربع (1,145.6/ميل2). وبلغ عدد الوحدات السكنية 9,603 وحدة بمتوسط كثافة قدره 163.6 لكل كيلومتر مربع (423.7/ميل2).
وتوزع التركيب العرقي للمدينة بنسبة 75.07% من البيض و0.47% من الأمريكيين الأفارقة و0.94% من الأمريكيين الأصليين و0.83% من الأمريكيين ذوي الأصول الآسيوية و0.10% من سكان جزر المحيط الهادئ و19.68% من الأعراق الأخرى و2.91% من عرقين مختلطين أو أكثر و28.14% من الهسبانيون أو اللاتينيون من أي عرق.
بلغ عدد الأسر 8,963 أسرة كانت نسبة 43.3% منها لديها أطفال تحت سن الثامنة عشر تعيش معهم، وبلغت نسبة الأزواج القاطنين مع بعضهم البعض 51.7% من أصل المجموع الكلي للأسر، ونسبة 13.9% من الأسر كان لديها معيلات من الإناث دون وجود شريك، بينما كانت نسبة 5.2% من الأسر لديها معيلون من الذكور دون وجود شريكة وكانت نسبة 29.1% من غير العائلات. تألفت نسبة 23.3% من أصل جميع الأسر من عدة أفراد يعيشون في نفس المنزل ونسبة 10.2% كانت تتألف من شخص يعيش بمفرده يبلغ من العمر 65 عاماً أو أكثر. وبلغ متوسط حجم الأسرة المعيشية 2.79، أما متوسط حجم العائلات فبلغ 3.30.
بلغ العمر الوسطي للسكان 28.8 عاماً. وكانت نسبة 30.9% من القاطنين تحت سن الثامنة عشر، وكانت نسبة 11.3% بين الثامنة عشر والرابعة والعشرين عاماً، ونسبة 26.6% كانت واقعةً في الفئة العمرية ما بين الخامسة والعشرين والرابعة والأربعين عاماً، ونسبة 17.4% كانت ما بين الخامسة والأربعين والرابعة والستين، ونسبة 10.2% كانت ضمن فئة الخامسة والستين عاماً فما فوق. يوجد لكل 100 أنثى 94.2 ذكر، ويوجد لكل 100 أنثى في الثامنة عشر من عمرها فما فوق 90.5 ذكر.
بلغ متوسط دخل الأسرة في المدينة 30,848 دولارًا، أما متوسط دخل العائلة فبلغ 35,158 دولارًا. وكان متوسط دخل الذكور 27,017 دولارًا مقابل 21,096 دولارًا للإناث. وسجل دخل الفرد الخاص بالمدينة 13,657 دولارًا. وكانت نسبة 12.6% من العائلات ونسبة 16% من السكان تحت خط الفقر، وكان من هؤلاء نسبة 21.8% تحت سن الثامنة عشر ونسبة 15.5% في الخامسة والستين من العمر وما فوق.

### تعداد عام 2010
بلغ عدد سكان كالدويل 46,237 نسمة بحسب تعداد عام 2010، وبلغ عدد الأسر 14,895 أسرة وعدد العائلات 10,776 عائلة مقيمة في المدينة. في حين سجلت الكثافة السكانية 787.5 نسمة لكل كيلومتر مربع (2,039.6/ميل2). وبلغ عدد الوحدات السكنية 16,323 وحدة بمتوسط كثافة قدره 278 لكل كيلومتر مربع (720.0/ميل2).
وتوزع التركيب العرقي للمدينة بنسبة 77.55% من البيض و0.65% من الأمريكيين الأفارقة و1.17% من الأمريكيين الأصليين و0.88% من الأمريكيين ذوي الأصول الآسيوية و0.09% من سكان جزر المحيط الهادئ و16.11% من الأعراق الأخرى و3.56% من عرقين مختلطين أو أكثر و35.35% من الهسبانيون أو اللاتينيون من أي عرق.
بلغ عدد الأسر 14,895 أسرة كانت نسبة 46.5% منها لديها أطفال تحت سن الثامنة عشر تعيش معهم، وبلغت نسبة الأزواج القاطنين مع بعضهم البعض 50.5% من أصل المجموع الكلي للأسر، ونسبة 15.5% من الأسر كان لديها معيلات من الإناث دون وجود شريك، بينما كانت نسبة 6.4% من الأسر لديها معيلون من الذكور دون وجود شريكة وكانت نسبة 27.7% من غير العائلات. تألفت نسبة 21.7% من أصل جميع الأسر من عدة أفراد يعيشون في نفس المنزل ونسبة 8.5% كانت تتألف من شخص يعيش بمفرده يبلغ من العمر 65 عاماً أو أكثر. وبلغ متوسط حجم الأسرة المعيشية 3.00، أما متوسط حجم العائلات فبلغ 3.51.
بلغ العمر الوسطي للسكان 28.2 عاماً. وكانت نسبة 33.1% من القاطنين تحت سن الثامنة عشر، وكانت نسبة 11.5% بين الثامنة عشر والرابعة والعشرين عاماً، ونسبة 28.4% كانت واقعةً في الفئة العمرية ما بين الخامسة والعشرين والرابعة والأربعين عاماً، ونسبة 18.1% كانت ما بين الخامسة والأربعين والرابعة والستين، ونسبة 8.9% كانت ضمن فئة الخامسة والستين عاماً فما فوق. وتوزع التركيب الجنسي للسكان بنسبة 49.4% ذكور و50.6% إناث.

## المناخ
يظهر الجدول التالي التغييرات المناخية على مدار السنة لكالدويل:
| البيانات المناخية لـكالدويل              | البيانات المناخية لـكالدويل | البيانات المناخية لـكالدويل | البيانات المناخية لـكالدويل | البيانات المناخية لـكالدويل | البيانات المناخية لـكالدويل | البيانات المناخية لـكالدويل | البيانات المناخية لـكالدويل | البيانات المناخية لـكالدويل | البيانات المناخية لـكالدويل | البيانات المناخية لـكالدويل | البيانات المناخية لـكالدويل | البيانات المناخية لـكالدويل | البيانات المناخية لـكالدويل |
| الشهر                                    | يناير                       | فبراير                      | مارس                        | أبريل                       | مايو                        | يونيو                       | يوليو                       | أغسطس                       | سبتمبر                      | أكتوبر                      | نوفمبر                      | ديسمبر                      | المعدل السنوي               |
| ---------------------------------------- | --------------------------- | --------------------------- | --------------------------- | --------------------------- | --------------------------- | --------------------------- | --------------------------- | --------------------------- | --------------------------- | --------------------------- | --------------------------- | --------------------------- | --------------------------- |
| الدرجة القصوى °ف (°م)                    | 66 (19)                     | 70 (21)                     | 84 (29)                     | 94 (34)                     | 102 (39)                    | 106 (41)                    | 110 (43)                    | 112 (44)                    | 104 (40)                    | 94 (34)                     | 79 (26)                     | 69 (21)                     | 112 (44)                    |
| متوسط درجة الحرارة الكبرى °ف (°م)        | 37.1 (2.8)                  | 46.1 (7.8)                  | 57.4 (14.1)                 | 66.3 (19.1)                 | 75.1 (23.9)                 | 84.2 (29.0)                 | 92.6 (33.7)                 | 91.7 (33.2)                 | 80.8 (27.1)                 | 67.0 (19.4)                 | 49.3 (9.6)                  | 37.9 (3.3)                  | 65.5 (18.6)                 |
| متوسط درجة الحرارة الصغرى °ف (°م)        | 21.1 (−6.1)                 | 26.2 (−3.2)                 | 32.6 (0.3)                  | 38.5 (3.6)                  | 46.2 (7.9)                  | 52.8 (11.6)                 | 58.1 (14.5)                 | 55.8 (13.2)                 | 45.8 (7.7)                  | 36.6 (2.6)                  | 28.4 (−2.0)                 | 21.3 (−5.9)                 | 38.6 (3.7)                  |
| أدنى درجة حرارة °ف (°م)                  | −31 (−35)                   | −21 (−29)                   | −6 (−21)                    | 12 (−11)                    | 22 (−6)                     | 29 (−2)                     | 37 (3)                      | 31 (−1)                     | 23 (−5)                     | 15 (−9)                     | −4 (−20)                    | −34 (−37)                   | −34 (−37)                   |
| الهطول إنش (مم)                          | 1.55 (39)                   | 1.11 (28)                   | 1.29 (33)                   | 1.13 (29)                   | 1.01 (26)                   | 0.67 (17)                   | 0.30 (7.6)                  | 0.35 (8.9)                  | 0.59 (15)                   | 0.73 (19)                   | 1.28 (33)                   | 1.39 (35)                   | 11.4 (290.5)                |
| المصدر #1: NOAA (normals, 1971–2000)     |                             |                             |                             |                             |                             |                             |                             |                             |                             |                             |                             |                             |                             |
| المصدر #2: The Weather Channel (Records) |                             |                             |                             |                             |                             |                             |                             |                             |                             |                             |                             |                             |                             |

## أعلام
- رون هادلي
- ايفرت دين
- مات باوشر
- جيمس أ. براون
- إدوارد لودج
- كودي بيكيت
- جيم جونستون
- تايلر ألدريدغ